# Ballonsatellit

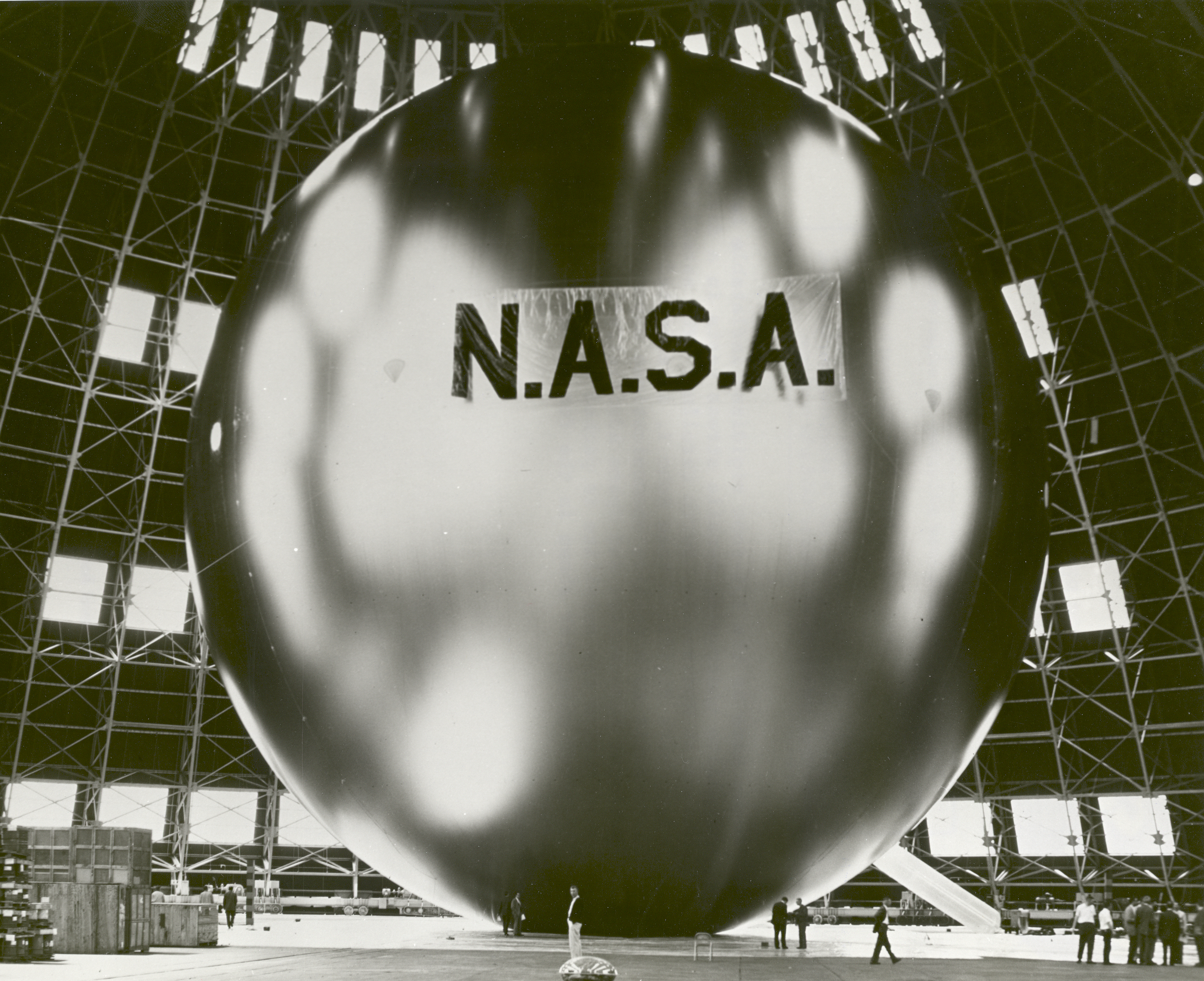
Echo 2 war mit 41 m Durchmesser der größte Ballonsatellit

Ein Ballonsatellit ist ein künstlicher Erdsatellit, der nach Erreichen seiner Umlaufbahn durch eine Gasfüllung auf seine vorgesehene Größe gebracht wird. Dafür genügen geringe Mengen von Gas, die sich beim Start bereits in der Ballonhülle befinden und durch das Vakuum des Weltraums zu einem großen Volumen expandieren.
Die große Zeit der Ballonsatelliten war zwischen 1960 und 1975. Sie dienten einerseits dem passiven Funkverkehr, andererseits wegen ihrer großen Helligkeit als günstiges Hochziel für geodätische Zwecke (großräumige Stellartriangulation).

## Ballonsatelliten Echo-1 und Echo-2
Der erste derartige Flugkörper war Echo 1, der am 12. August 1960 von den USA auf eine 1600 km hohe Kreisbahn gestartet wurde. Er hatte anfangs eine kugelförmige Gestalt von 30 Meter mit einer metallbeschichteten dünnen Plastikhülle aus Mylar und diente der Erprobung „passiver“ Nachrichtensatelliten und als geodätischer Satellit. Seine internationale COSPAR-Nummer war 6000901 (9. Start des Jahres 1960, 1. Komponente).
Schon eine der ersten Funkverbindungen gelang über fast 4000 km Distanz (zwischen der Ostküste der Vereinigten Staaten und Kalifornien). Bis Echo-1 im Jahr 1968 verglühte, hatte seine laufende Bahnvermessung mit Satellitenkameras einiger Dutzend Bodenstationen die Kenntnis von der genauen Erdfigur um fast den Faktor 10 (auf einige Meter) verbessert.
Sein Nachfolger war der ähnlich aufgebaute Echo 2 mit 41 Metern Durchmesser (1964 bis ca. 1970). Er kreiste etwa 400 km tiefer und nicht mehr mit einer Bahnneigung von 47° wie Echo-1, sondern auf einer annähernden Polarbahn mit durchschnittlich 81° Neigung. Dadurch waren Funkverbindungen und Vermessungen auch in höheren Breiten möglich. An den Echo-Bahnbestimmungen zur Analyse der Bahnstörungen und des Erdschwerefeldes beteiligten sich neben 30–50 professionellen Bodenstationen auch etwa 200 Amateurastronomen in weltweit verteilten sog. Moonwatch-Stationen, die etwa die Hälfte der gewichteten Beobachtungen beitrugen.
Der funktechnische Erfolg von Echo-1 war zwar gegeben, doch wurde für die Nachrichtentechnik das „passive Prinzip“ (Reflexion der Funkwellen an der Ballonhaut) bald durch aktive Systeme ersetzt. Insbesondere Telstar 1 (1962) und Intelsat I (1965) sind hier zu erwähnen. Sie konnten neben einem interkontinental ausgetauschten Fernsehprogramm gleichzeitig bereits einige hundert Tonkanäle aussenden.

### Reichweite der Funkwellen, Sichtbarkeit
Wie weit ein Satellit in so großer Höhe sichtbar ist, lässt sich leicht mit dem Satz des Pythagoras berechnen. Es ergibt sich, dass er bei einer 1500 km hohen Kreisbahn gerade auf- oder untergeht, wenn er 4600 km horizontale Entfernung hat. Der Radiohorizont ist üblicherweise größer, der Wert schwankt mit der Schichtung der Erdatmosphäre.
Liegen zwei Funkstationen also 9000 km auseinander und geht die Satellitenbahn zwischen ihnen durch, können sie bei genügend starken Funkwellen deren gegenseitige Reflexion empfangen.
Die optische Sichtbarkeit ist allerdings geringer als jene von Funkwellen, weil 
1. der Satellit von der Sonne beleuchtet sein muss
2. der Beobachter einen dunklen Himmel braucht (d. h. im Eigenschatten der Erde auf ihrer Dämmerungs- oder Nachtseite liegen muss.)
3. Außerdem hängt die Helligkeit einer Kugel vom Winkel zwischen Lichteinfall und Beobachter ab – siehe die Mondphasen, und
4. nimmt in Horizontnähe stark ab, weil die atmosphärische Extinktion bis zu 90 % des Lichts verschluckt.

Dennoch ist es auch für präzise Zwecke der Satellitengeodäsie kein Problem, einen Flugkörper wie Echo 1 bis herab zu Höhenwinkeln von 20° zu beobachten – was einer Distanz von 2900 km entspricht. Daher lassen sich theoretisch Entfernungen zwischen Vermessungspunkten bis über 5000 km überbrücken, und in der Praxis zumindest 3–4000 km.
Zur visuellen oder fotografischen Beobachtung heller Satelliten und Ballons und über deren geodätische Nutzung bieten die Artikel über Echo 1, PAGEOS und das Weltnetz weitere Informationen.

## Weitere Ballonsatelliten

### Air Density Explorer

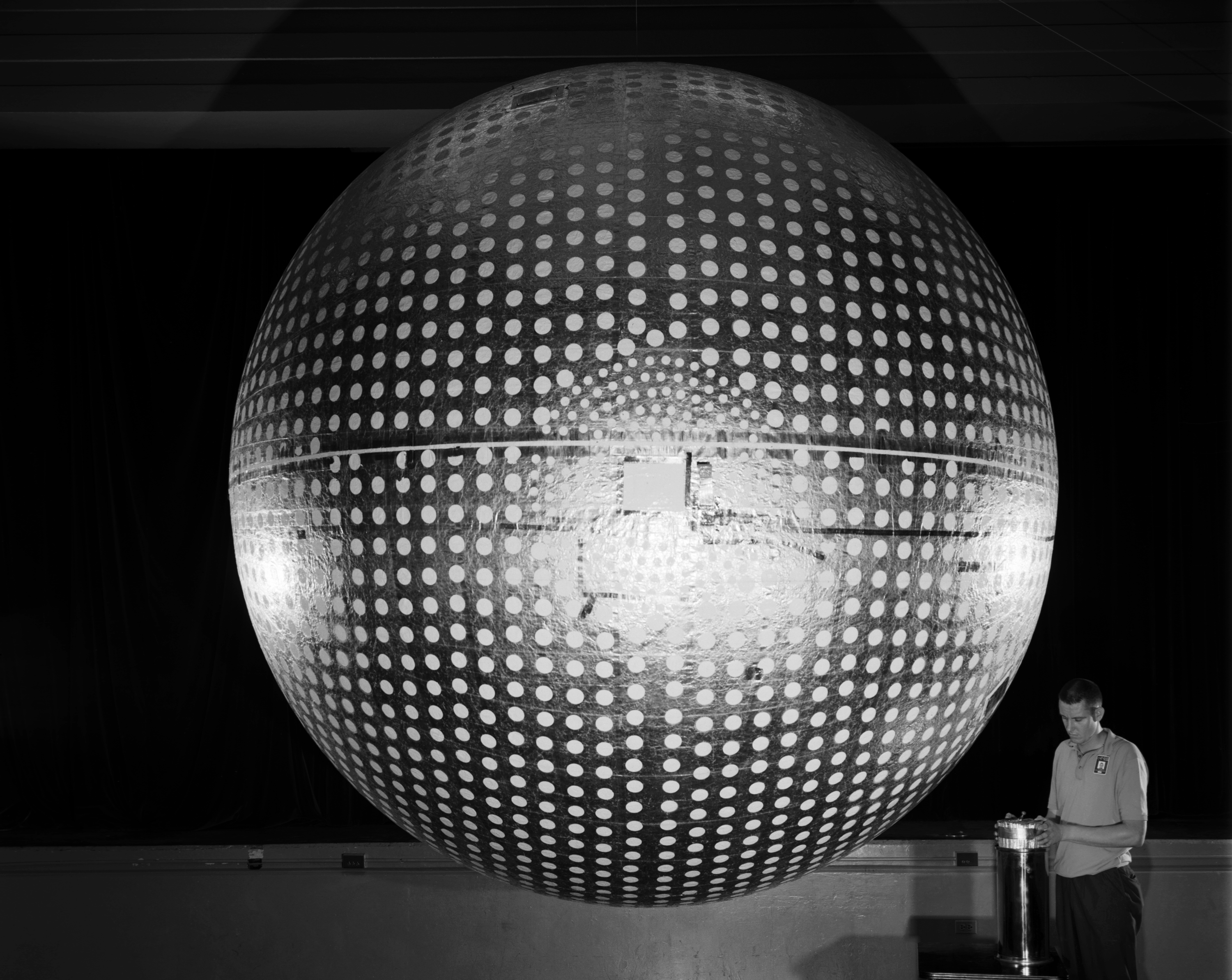
Explorer 24

Zur Erforschung der Dichte der Hochatmosphäre wurden auch fünf Satelliten der Explorer-Serie als Ballone ausgeführt (Explorer 9, 19, 24 und 39 sowie DAD-B) und als Air Density Explorer bezeichnet. Während der Luftwiderstand der Ballonsatelliten bei der Verwendung als Kommunikationssatellit ein Problem darstellte, war er hier sogar erwünscht. Durch die geringe Masse und den hohen Luftwiderstand konnte die Dichte der Hochatmosphäre leicht gemessen werden, indem die Bahnänderung dieser Satelliten über einen längeren Zeitraum vermessen wurde.

### PAGEOS

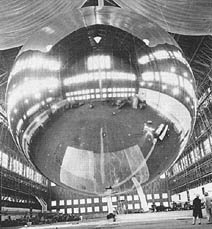
PAGEOS-Satellit im Hangar

PAGEOS wurde speziell für das sogenannte Weltnetz der Satellitengeodäsie gestartet, für das bis 1973 etwa 20 vollberufliche Beobachtungsteams weltweit unterwegs waren. Mit den bewährten, vollelektronischen BC-4-Kameras (1:3 / Brennweite 30 bzw. 45 cm) nahmen sie auf 46 Bodenstationen insgesamt 3000 verwertbare Fotoplatten auf, woraus die Stationen dreidimensional auf durchschnittlich 4 m genau berechnet werden konnten. Der Koordinator dieser Kampagnen war Hellmut Schmid von der ETH Zürich.
Die Satellitengeodäsie mit Echo 1 und 2 erfüllte hingegen nicht nur während der geplanten zwei bis drei Jahre alle Erwartungen, sondern fast 10 Jahre lang. Deshalb startete die NASA den 30-m-Ballon namens PAGEOS. Der Name steht auf Deutsch wie Englisch für „PAssiver GEOdätischer Satellit“ – in Anklang auch an GEOS, einen erfolgreichen aktiven (elektronischen) Satelliten aus 1965.
In Europa lagen drei Stationen des Weltnetzes: Catania auf Sizilien, der Hohenpeißenberg in Bayern und Tromsø im nördlichen Norwegen. Zur Ergänzung des reinen Richtungsnetzes waren genaue Streckenmessungen nötig, die auf vier Kontinenten – und auch quer durch Europa – mit Genauigkeiten von 0,5 mm pro km vermessen wurden.
Das Weltnetz erlaubte nun erstmals, das „geodätische Datum“ (geozentrische Lage der Vermessungssysteme) auf verschiedenen Kontinenten auf einige Meter zu berechnen und gegenseitig zu transformieren. Anfang der 1970er konnten auch zuverlässige Werte für fast 100 Koeffizienten des Erdschwerefeldes (Kugelfunktionsentwicklung bis Grad und Ordnung 12–15) berechnet werden.

### PASCOMSAT und Gridsphere

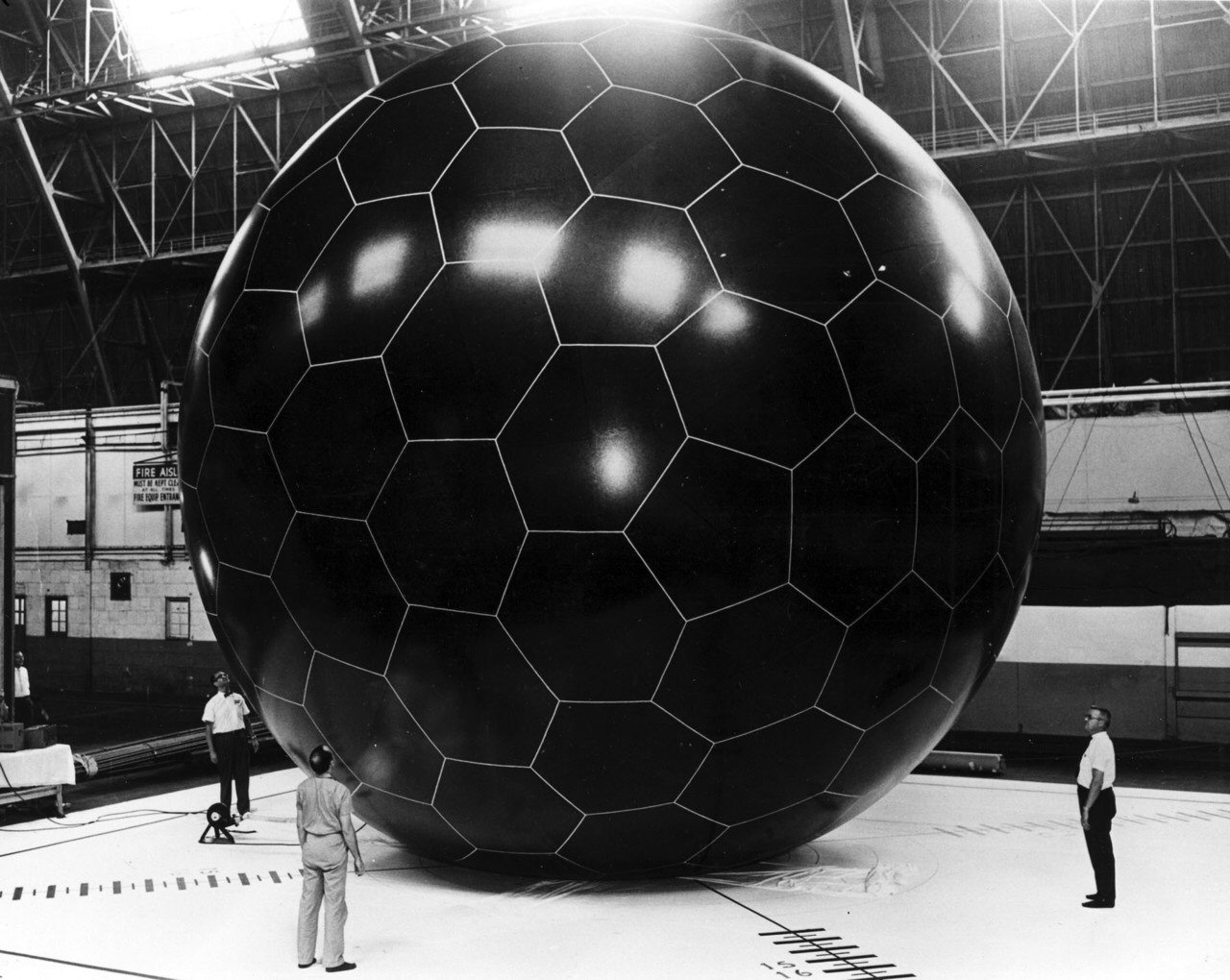
OV1-8 PASCOMSAT

Um das Problem des hohen Luftwiderstands der passiven Ballonkommunikationssatelliten zu lösen, startete die United States Air Force eine Reihe experimenteller Satelliten, die aus einem Radiowellen reflektierenden Drahtgitter bestanden, das von einem Ballon in eine sphärische Form gebracht wurde. Das Material des Ballons war so gewählt, dass es unter Einfluss der solaren UV-Strahlung sublimierte. Somit löste sich der Ballon in kurzer Zeit im Orbit auf und hinterließ ein sphärisches Drahtgeflecht, das die Radiowellen genauso gut reflektierte, wie ein echter Ballonsatellit, aber nur einen Bruchteil des Luftwiderstandes hatte. Obwohl diese Technik funktionierte, kam es zu keiner operationellen Verwendung, da aktive Kommunikationssatelliten sich als deutlich leistungsfähiger erwiesen hatten, so dass keine weiteren passiven Modelle mehr gebaut wurden.